# Maliattha tsaratanana
Maliattha tsaratanana là một loài bướm đêm trong họ Noctuidae.